# Öretjärnen (Lima socken, Dalarna, 676867-135442)
Öretjärnen är en sjö i Malung-Sälens kommun i Dalarna och ingår i Dalälvens huvudavrinningsområde.